# Петруша Галина Леонідівна
Петруш́а Галина Леонідівна (нар. 21 жовтня 1963 року, с. Лисоѓори Прилуцького р-ну, Чернігівської обл.) — українська громадська діячка та педагог, селищний голова Параф́іївської громади Чернігівської області.

## Освіта та професійна діяльність
Здобула освіту в Прилуцькому педагогічному училищі ім. Івана Франка (нині Прилуцький гуманітарно-педагогічний фаховий коледж імені Івана Франка), а згодом завершила навчання на історичному факультеті Київського національного університету ім. Тараса Шевченка. Її педагогічна кар'єра почалася з посади вчителя початкових класів у Парафіївській школі, згодом почала викладати історію та правознавство. Також працювала 14 років заступником директора з виховної роботи. З 2008 року очолювала школу та пропрацювала директором 12 років. Загалом Галина Леонідівна має 37 років педагогічного досвіду, протягом якого працювала на благо освіти та виховання молодого покоління.
Парафіївський селищний голова (2020 рік – донині).
Депутат Ічнянської районної ради (2015 – 2020 рр.). Була головою постійної депутатської комісії з питань соціально-економічного розвитку.
Директор Парафіївської ЗОШ І-ІІІ ступенів (2008 – 2020 рр.).

## Громадсько-політична діяльність
На місцевих виборах 25 жовтня 2020 року в Парафіївській громаді на посаду селищного голови було висунуто кілька кандидатів. Всього у виборах взяли участь 2443 виборці, із яких 36 бюлетенів були визнані недійсними.
Кількість голосів за кандидатів на посаду селищного голови:
1. Петруша Галина Леонідівна — 746 голосів (30,5%);
2. Прокопенко Григорій Віталійович — 556 голосів (22,7%);
3. Череп Микола Миколайович — 474 голосів (19,4%);
4. Куриленко Олег Іванович — 286 голосів (11,7%);
5. Карпенко Валентина Федорівна — 248 голосів;
6. Карапиш Богдан Васильович — 97 голосів.

Таким чином, Галина Петруша набрала найбільшу кількість голосів та перемогла на виборах, ставши селищним головою Парафіївської громади.
Обрання селищним головою Парафіївської громади
30 жовтня 2020 року Парафіївська селищна територіальна виборча комісія затвердила результати виборів Парафіївського селищного голови. За підсумками підрахунку голосів, Галина Леонідівна Петруша була визнана обраною на цю посаду.

## Основні досягнення на посаді (реалізовані проєкти, ініціативи)
1. Розвиток інфраструктури освіти та медицини
- Функціонує п’ять шкіл, шість дитсадків і школа мистецтв.
- Відкриття нових амбулаторій у Парафіївці та Тростянці у 2022 році.
- Функціонування ФАПів у кожному населеному пункті.

2. Безпека
- Укладено меморандуми про співпрацю з поліцією в рамках проєкту «Поліцейський офіцер громади», що забезпечило нове поліцейське обладнання та покращивши інфраструктуру для поліцейських.[3]

3. Підтримка культури та самодіяльності
- Робота п’яти будинків культури, сільського клубу та бібліотек.
- Діяльність гуртків і активна участь мешканців у культурному житті громади.

4.Подолання наслідків війни та допомога постраждалим
- Організація обстеження пошкоджень внаслідок окупації, допомога від благодійних фондів.
- Підтримка внутрішньо переміщених осіб (надання базових речей та допомоги понад 300 переселенцям).
- Допомога військовим та створення програм підтримки для захисників і їхніх родин (включаючи поховання, виплати пораненим, створення Алеї Слави).

5. Благоустрій
- Поступове поліпшення доріг обласного значення.
- Утримання внутрішніх доріг громадою при обмеженні бюджету.
- Діяльність комунального підприємства "Добробут", яке займається благоустроєм та розв’язанням господарських питань, попри скромний автопарк.

6. Забезпечення соціального захисту
- Громадою одною з перших організовано безоплатне харчування для школярів і вихованців дитсадків.
- Надання дітям статусу "Дитина війни".
- Робота з підтримки ветеранів і військових: виплати пораненим (5 тисяч гривень) і сім’ям військовослужбовців (3 тисячі гривень).[4]

## Нагороди
Лауреатка «Української Премії року» у номінації «Волонтерство: за покликом душі» 2025 року
Грамота Верховної Ради України «За заслуги перед Українським народом» 2018 року
Диплом лауреата щорічної обласної премії імені Софії Русової «За сумлінну працю в галузі освіти Чернігівщини в ім'я незалежності України» 2015 року
«Жінка року - 2010» у номінації «Знання і серце віддаю дітям»